# غوردون باتريك
غوردون باتريك (9 نوفمبر 1897 - 14 يناير 1964) (بالإنجليزية: GM Patrick)‏ هو لاعب كريكت نيوزلندي.